# Perućica

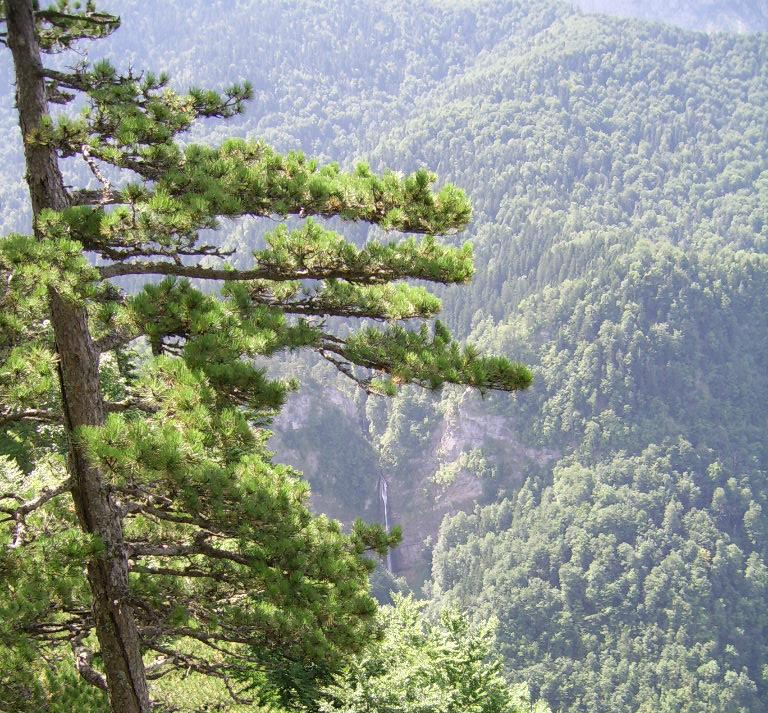
Perućica

Perućica – pierwotny las w Bośni i Hercegowinie, porastający stoki gór w Parku Narodowym Sutjeska przy granicy z Czarnogórą. W puszczy dominują drzewa iglaste, zwłaszcza świerki i sosny. Występują tu wilki i niedźwiedzie.